# 畢方
畢方，木精，中國古代傳說中的火災之兆。其形如鶴，體色為青色夾雜紅斑，赤腳白喙，一足（或說僅有一翼），經常叼著火團，見則邑有訛火。
參考文獻
- 《山海經·西山經》
- 《神異經》
- 《韓非子·十過》
- 《淮南子·氾論》

## 相關
- 中國神話
- 中國妖怪列表